# Андрюшина, Татьяна Михайловна
Татьяна Михайловна Андрюшина (род. 27 декабря 1986 года) - российская хоккеистка с мячом, вратарь сборной России и сборной Московской области.

## Карьера
Воспитанница красногорского хоккея с мячом. Первый тренер - А.В. Бычкова. Дважды (2012, 2015) становилась чемпионкой России и шестикратный серебряный (2009, 2010, 2011, 2013, 2014, 2016) призёр чемпионатов России.
Выступая за сборную России, стала чемпионкой в 2014 году, а также трижды становилась вице-чемпионкой мира (2008, 2010, 2012).

## Награды и звания
- Мастер спорта России международного класса (10 апреля 2015 года)[1].